# Выыпсу (посёлок)
Вы́ыпсу (эст. Võõpsu) — посёлок в волости Ряпина уезда Пылвамаа, Эстония.

## География и описание
Расположен в 27 километрах к востоку от уездного центра — города Пылва — и в 4 километрах к юго-востоку от волостного центра — города Ряпина. Высота над уровнем моря — 33 метра. Площадь посёлка — 1,17 км2.
Дома́ в посёлке расположены по обоим берегам реки Выханду, до устья которой отсюда немногим более 3 километров. Посёлок Выыпсу развивался отдельно от одноимённой деревни, расположенной на правом берегу реки Выханду и входящей в состав волости Сетомаа.
Вместе с деревней Выыпсу посёлок Выыпсу относится ко 2-му классу ценных ландшафтов Пылвамаа (всего выделяется 3 класса), то есть является районом высокого уездного значения.
Климат умеренный. Официальный язык — эстонский. Почтовый индекс — 64401.

## Население
По данным переписи населения 2021 года, в Выыпсу насчитывалось 145 жителей, из них 103 (71,0 %) — эстонцы.
По данным переписи населения 2011 года в посёлке проживали 195 человек, из них 128 (65,6 %) — эстонцы.
По данным волостной управы Ряпина в посёлке Выыпсу по состоянию на 1 января 2017 года насчитывалось 193 жителя, круглогодично используется около 100 домохозяйств.
Численность населения посёлка Выыпсу по данным Департамента статистики Эстонии: 
| Год  | 2000 | 2011  | 2017  | 2018  | 2019  | 2020  | 2021  |
| ---- | ---- | ----- | ----- | ----- | ----- | ----- | ----- |
| Чел. | 235  | ↘ 195 | ↘ 185 | ↘ 180 | ↘ 165 | ↗ 170 | ↘ 145 |

## История
В письменных источниках 1428 года упоминается Выбовск, 1558 года — Weipso, 1582 года — Wybowka, 1588 года — Wybowsk, 1601 года — Wibowsck, 1627 года — Wybofsky, Wiepsa, 1630 года — Wäps kylla, 1638 года — Wibowsky, Webowsky, 1686 года — Wibofska, 1798 года — мыза Вёбс (Wöbs), прим. 1910 года — Вебсъ, 1923 года — Võõbsu, Выбовск.
В создании посёлка Выыпсу большую роль сыграла мыза Ряпина, владельцы которой около 1601 года построили на его месте корчму, ставшую одновременно и местом остановки судов, ходивших между Тарту и Псковом. Позже в Выыпсу был построен горшечный завод и мастерская по дублению кожи. В посёлке работала моторная мельница.
Скотоводческая мыза Выыпсу, основанная мызниками Ряпина в 1638 году, не сохранилась, в начале 18-го столетия она была отстроена заново. В 1857 году на землях мызы был основан посёлок Выыпсу.
В конце 19-го — начале 20-го столетия посёлок Выыпсу являлся важным центром торговли и портом. В царское время ярмарки в Выыпсу были известны далеко за пределами региона. В 1923 году через порт Выыпсу было перевезено 8000 пассажиров, 700 судов доставили сюда 1300 тонн товара и вывезли в 6 раз больше (в основном древесину и кирпичи).
Эти времена описывает в своём романе «Жизненный путь» («Elutee», 1938) эстонский писатель Ричард Рохт.
Посёлок разрастался вплоть до 1920 года, после чего закрылись пути, ведущие к Пскову и Тёплому озеру (эст. Lämmijärv — Ляммиярв), и посёлок потерял своё значение как порт и центр торговли.
12 мая 1939 года в посёлке случился большой пожар, уничтоживший большинство строений.
До 1946 года в Выыпсу не было моста, и сообщение между деревней на правом берегу и посёлком на левом берегу реки осуществлялось при помощи баржей и паромов. В 1946 году силами немецких военнопленных был построен деревянный мост,  и судоходство из портов деревни Выыпсу и посёлка Выыпсу прекратилось. В 1968 году был построен бетонный мост. Последние пассажирские суда ходили в Выыпсу в 1950-х годах.

## Инфраструктура
В посёлке есть библиотека и почтовая контора. Действует Выыпсуский приход Святого Николая Эстонской апостольской православной церкви.

## Происхождение топонима
Вероятнее всего, топоним Выыпсу на русском, немецком и шведском языках содержит старинное русское название реки Выханду — Выбовка (на эстонском языке склоняется как Выыбо ~ Выып) и слово «суу» (эст. suu — «рот»), так как поселение находится на первом самом высоком месте от устья реки.

## Известные личности
В Выыпсу родились литературный критик Даниэль Пальги и актриса Олли Унгвере.
В посёлке Выыпсу находился летний дом актёра, театрального режиссёра и педагога Вольдемара Пансо.

## Достопримечательности
- православная церковь Выыпсу, находящаяся под охраной государства как памятник архитектуры[16],
- булыжная мостовая, ведущая по улице Садама до реки Выханду (внесена в Эстонский государственный регистр памятников культуры как памятник истории[17]).

## Галерея

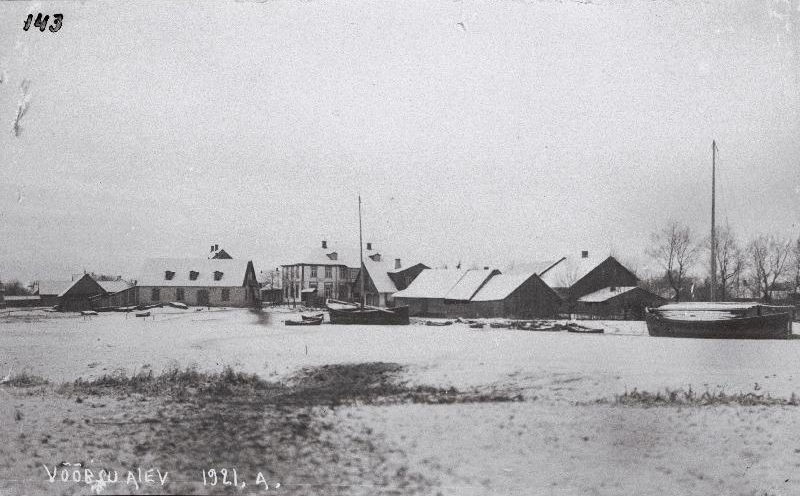
Посёлок Выыпсу в 1921 году
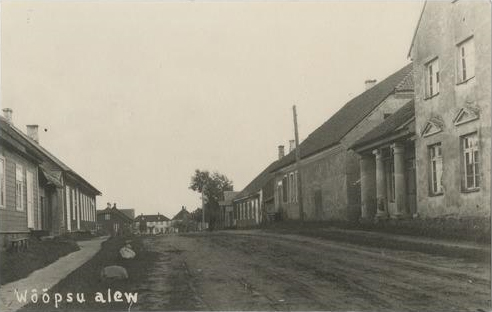
Посёлок Выыпсу в 1927 году
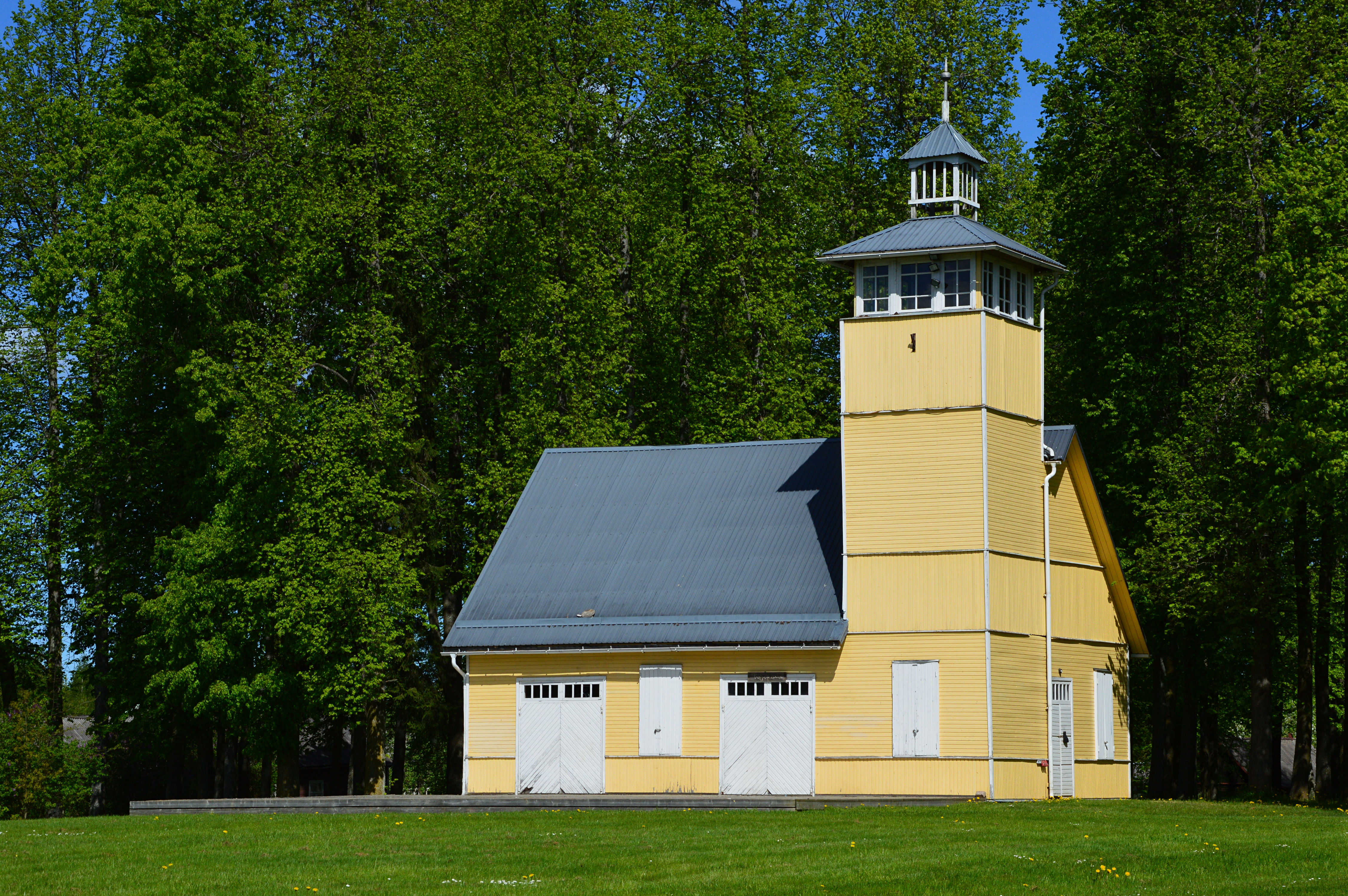
Пожарная каланча посёлка Выыпсу в 2015 году

## Фотографии из Национального архива Эстонии
- Посёлок Выыпсу в 1910 году
- Посёлок и порт Выыпсу в 1920 году
- Ряпинаское шоссе в посёлке Выыпсу, 1920 год
- Почтовая контора и магазин в посёлке Выыпсу в 1925 году
- Поселковый дом Выыпсу в 1925 году
- Развалины корчмы Выыпсу, 1920-1930-е годы
- Застройка посёлка Выыпсу возле рыночной площади в 1930 году
- Начальная школа Выыпсу в 1930-х годах
- Пожар в Выыпсу в 1939 году
- Посёлок Выыпсу после пожара в 1939 году
- Пожарная каланча Выыпсу в 1940 году